# راديو أس آر أف 1
راديو أس آر أف 1 (بالألمانية: Radio SRF 1) هي قناة راديو سويسرية، واحدة من ست قنوات تديرها راديو وتلفزيون سويسرا بالألمانية ومقرها في زيورخ.